# 夏杰
夏杰（1960年11月—），女，回族，山东禹城人，中华人民共和国政治人物。哈尔滨师范大学中文系中文专业毕业，东北林业大学经济管理学院经济管理专业硕士研究生学历，管理学硕士。中国共产党第十八届中央候补委员。

## 生平
1983年7月参加工作，1985年6月加入中国共产党。历任黑龙江省民族干部学院办公室主任；黑龙江省民委科员、副处长、处长、副主任；双鸭山市委常委、宣传部部长、市委副书记、市纪委书记；中共黑龙江省委组织部副部长、常务副部长，省委统战部部长等职。2012年4月，任中共黑龙江省委常委。
2012年8月，任中共河南省委常委、组织部部长。2012年11月，当选中国共产党第十八届中央委员会候补委员。
2017年2月，任全国妇联副主席、书记处书记。